# Intrarea unui tren în gara din La Ciotat
L'arrivée d'un train en gare de La Ciotat (tradus din franceză în română ca Intrarea unui tren în gara din La Ciotat) este un film de scurt metraj documentar franțuzesc din 1895, alb-negru și mut, regizat și produs de Auguste și Louis Lumière. Nu a fost prezentat la prima proiecție publică de filme a fraților Lumières din 28 decembrie 1895 la Paris, Franța: programul de zece filme prezentate în acea zi nu face nicio mențiune la acest film. Prima sa prezentare publică a avut loc în ianuarie 1896. 
Cele 50 de secunde ale filmului arată intrarea unui tren tras de o locomotivă cu aburi în gara La Ciotat, gara din orașul francez de coastă La Ciotat. La fel ca majoritatea filmelor timpurii ale fraților Lumière, filmul constă într-o singură viziune inedită care ilustrează un aspect al vieții de zi cu zi. Nu există o mișcare aparentă intenționată a camerei, iar filmul constă dintr-o filmare continuă în timp real. 
Acest film de 50 de secunde a fost filmat în La Ciotat, Bouches-du-Rhône, Franța. A fost filmat cu ajutorul tehnologiei Cinématographe, un aparat de înregistrare care servește și ca proiector de film. Ca în cazul tuturor filmelor Lumière timpurii, acest film a fost realizat într-un format de 35 mm cu un raport al imaginii de 1,33: 1.